# اف‌او دلو
اف‌او دلو یک ستاره است که در صورت فلکی دلو قرار دارد.